# Josep Martínez i Vinaròs
Josep Martínez i Vinaròs (Olesa de Montserrat, 13 de setembre de 1937 - Sabadell, 13 de maig de 2019), fou un compositor català de sardanes i cobles.

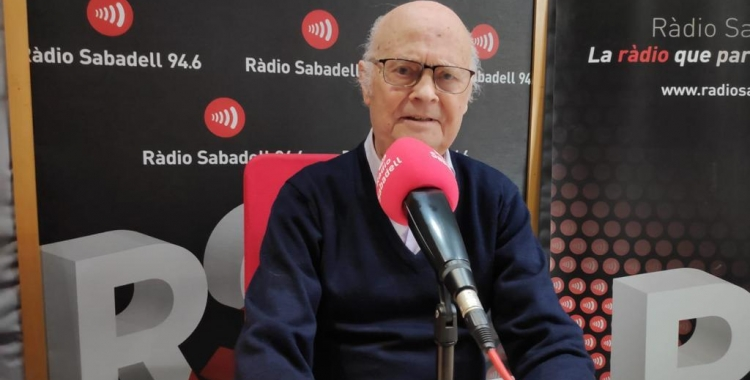

Cursà estudis musicals a l’Escola Municipal de Música de Sabadell amb els mestres Salvador Uyà i Iu Alavedra. Als 15 anys entrà a formar part de la colla sardanista Amants de la Dansa de la qual esdevingué capdanser. Més tard ballà amb la colla Mirant al Cel fins anar al servei militar on s’incorporà a la banda del regiment com a segon cap i trompeta solista.
Un accident de trànsit l’apartà de la vida sardanista fins que, als 32 anys, estiuejant a Matadepera, formà part de la comissió organitzadora de ballades i més endavant hi fundà l’Agrupació Sardanista La Mola (1981) i la colla Joventut de Matadepera. Això anà unit a un renaixement de la vocació musical i el 1983 estrenà la seva primera sardana: Matadepera dins el cor. Més endavant Julieta obtingué el 2n. Premi del concurs musical de la U.C.S. celebrat a Girona (1984).
El 2003 va crear l'entitat Sabadell més Música, amb l'objectiu de fomentar la música de cobla a la ciutat. En aquests anys també arribà a dirigir la Cobla Simfònica Catalana. En la seva obra hi figuren 32 sardanes i 12 obres simfòniques.